# Missa do Galo (conto)
"Missa do Galo" é um conto do escritor brasileiro Machado de Assis, publicado no livro Páginas Recolhidas em 1889.

## Sinopse
O conto é narrado em primeira pessoa pelo jovem Nogueira, um rapaz de 17 anos que veio ao Rio de Janeiro para estudar. Hospeda-se na casa do escrivão Meneses, às vezes chamado de Chiquinho, viúvo de uma prima sua, que agora é casado com Conceição, uma mulher de temperamento moderado, sem extremos, nem grandes lágrimas, nem grandes risos. Meneses mantém um relacionamento extraconjugal e, uma vez por semana, sob o pretexto de ir ao teatro, vai encontrar-se com a amante. Conceição tem conhecimento deste relacionamento e se mostra submissa. O conto se desenvolve na véspera do Natal, numa dessas noites em que o escrivão sai de casa e Nogueira fica na sala de estar aguardando um vizinho para ir à Missa do Galo. Enquanto espera e os outros dormem, Conceição vai ao seu encontro na sala da casa, onde conversam assuntos variados e não veem o tempo passar, até que o companheiro bate à porta chamando-o para a Missa do Galo. No dia seguinte, Conceição age como se nada tivesse acontecido, sem que sequer se lembrasse da conversa que teve com Nogueira na noite anterior. No Ano Novo, Nogueira volta à sua cidade e não mais encontra Conceição. Quando retorna ao Rio de Janeiro, Nogueira descobre que Meneses falecera e fica sabendo que Conceição se casou com o juramentado do marido.
O que torna o conto bem característico do estilo machadiano é o diálogo entre Nogueira e Conceição de forte teor sensual, ainda que escrito com a sutileza própria do autor.